# Jiří Najbrt
Jiří Najbrt (* 23. ledna 1949) je český lékař, anesteziolog, politik za Občanskou demokratickou stranu, po sametové revoluci československý poslanec Sněmovny lidu Federálního shromáždění.

## Biografie
Ve volbách roku 1992 byl zvolen za ODS, respektive za koalici ODS-KDS, do Sněmovny lidu (volební obvod Praha). Ve Federálním shromáždění setrval do zániku Československa v prosinci 1992.
V roce 1995 byl spoluzakladatelem Nadačního fondu Kliniky anesteziologie a resustitace. Uvádí se bytem Praha 4. Později se uvádí jako člen České bioklimatologické společnosti Praha. V komunálních volbách roku 1994 kandidoval za ODS neúspěšně do zastupitelstva městské části Praha 12. Zastupitelem zde byl zvolen v komunálních volbách roku 1998. Profesně je uváděn jako lékař.